# Jan Kiliński (film)
Jan Kiliński – polski telewizyjny film biograficzny z 1990 roku. Film jest biografią warszawskiego szewca – Jana Kilińskiego, bohatera insurekcji kościuszkowskiej.

## Główne role[1]
- Adam Ferency – Jan Kiliński
- Igor Śmiałowski – król Stanisław August Poniatowski
- Henryk Bista – baron Osip Igelström, ambasador Rosji
- Małgorzata Pieńkowska – Marianna Kilińska, żona Jana
- Bogusław Sochnacki – dygnitarz
- Tomasz Marzecki – agent
- Andrzej Grąziewicz – Józef Sierakowski
- Włodzimierz Skoczylas – poeta uliczny „Barani Kożuszek”
- Grzegorz Wons – Konopka
- Ryszard Bacciarelli – Hugo Kołłątaj